# 1221
سنة 1221 كانت سنة بسيطة تبدأ يوم الجمعة (الرابط يظهر نموذج التقويم الكامل للسنة) من التقويم اليولياني.

## أحداث
- نهاية الغزو المغولي لخوارزم في 1221 والتي بدأت في 1219.
- نهاية غزو المغول لوسط آسيا في 1221 والتي بدأت في 1216.

## مواليد
- بونافنتورا.
- ألفونسو العاشر.

## وفيات
- محمد خوارزم شاه الثاني.
- القديس دومينيك.
- نجم الدين الكبرى.
- ياقوت بن عبد الله الموصلي.